# نيفار
بلدية النبيل أو نيفار (بالإسبانية: Nívar) هي بلدية تقع في مقاطعة غرناطة التابعة لمنطقة أندلوسيا جنوب إسبانيا.

## الديموغرافيا
بلغ عدد سكان بلدية نيفار 923 نسمة عام 2011 (وفقاً للمعهد الوطني الإسباني للإحصاء).
| 646 | 651 | 657 | 681 | 785 | 868 | 923 |